# Mark with a K
Mark with a K, artiestennaam van Mark Carpentier (10 februari 1973), is een Belgische diskjockey en muziekproducent.

## Discografie

### Singles
| Single met hitnotering(en) in de Vlaamse Ultratop 50 | Datum van verschijnen | Datum van binnenkomst | Hoogste positie | Aantal weken | Opmerkingen                   |
| ---------------------------------------------------- | --------------------- | --------------------- | --------------- | ------------ | ----------------------------- |
| Music Is My Alibi                                    | 2012                  | 04-08-2012            | tip74           | -            |                               |
| Fly                                                  | 2012                  | 03-11-2012            | tip54           | -            | met Maegan Cottone            |
| Live Free                                            | 2012                  | 01-12-2012            | tip76           | -            | met Redhead                   |
| Forever Young                                        | 2013                  | 18-05-2013            | tip10           | -            |                               |
| Don't F*ck Around                                    | 2013                  | 07-09-2013            | tip43           | -            | met Double H & John Miles Jr. |
| You're My Angel                                      | 2013                  | 07-12-2013            | tip44           | -            |                               |
| Something More                                       | 2014                  | 27-09-2014            | tip33           | -            | met Chris Willis & MC Alee    |
| Here We Come                                         | 2015                  | 01-08-2015            | tip87           | -            | met Runaground                |
| See Me Now (For What It's Worth)                     | 2015                  | 26-12-2015            | 49              | 1            |                               |
| Warrior                                              | 2017                  | 15-07-2017            | tip             | -            | met Robert Falcon             |
| All of me                                            | 2019                  | 12-12-2019            | tip             | -            | met Merijn Van Haren          |

| Single met eventuele hitnotering(en) in de Nederlandse Top 40 | Datum van verschijnen | Datum van binnenkomst | Hoogste positie | Aantal weken | Opmerkingen                                                                       |
| ------------------------------------------------------------- | --------------------- | --------------------- | --------------- | ------------ | --------------------------------------------------------------------------------- |
| To France                                                     | 2007                  | 20-01-2007            | 18              | 6            | met Felix Project, Anonymous en The Highstreet Allstars / Dancesmash op Radio 538 |
| Rock That Beat                                                | 2007                  |                       | tip9            |              | met Felix Project, Anonymous en The Highstreet Allstars                           |